# Термини Имерезе
Термини Имерезе (итал. Termini Imerese) је насеље у Италији у округу Палермо, региону Сицилија.
Према процени из 2011. у насељу је живело 22957 становника. Насеље се налази на надморској висини од 52 м.

## Становништво
Према резултатима пописа становништва 2011. у општини је живело 27.217 становника.
| 1931.  | 1936.  | 1951.  | 1961.  | 1971.  | 1981.  | 1991.  | 2001.  | 2011.  |
| ------ | ------ | ------ | ------ | ------ | ------ | ------ | ------ | ------ |
| 18.776 | 20.845 | 25.292 | 23.690 | 24.611 | 25.668 | 26.571 | 26.958 | 27.217 |

## Партнерски градови
- Елк Гроув Вилиџ (Илиноис)